# Elias Atmatsidis
Elias Atmatsidis (em grego, Ηλίας Ατματζίδης - Kozani, 24 de abril de 1969) é um ex-futebolista grego.

## Carreira

### Clubes
Jogou como goleiro, e o clube que defendeu por mais tempo foi o AEK Atenas, durante uma década (1992 e 2002), onde chegou a marcar um gol. Defendeu também Pontioi Verias e PAOK, onde parou de atuar em 2005.

### Seleção Grega
Atuou na Copa de 1994, usando a camisa 20, e jogou uma partida, contra a Bulgária.

## Títulos
- Campeonato Grego:

2 (1992 e 2004)
- Copa da Grécia

4 (1996, 1997, 2000 e 2002)
- Supercopa da Grécia

1996